# Корба (Рона)
Корба (фр. Corbas) је насељено место у Француској у региону Рона-Алпи, у департману Рона.
По подацима из 2011. године у општини је живело 10.621 становника, а густина насељености је износила 894,02 становника/km².

## Демографија
| 1990. | 2011.  |
| ----- | ------ |
| 8.101 | 10.621 |